# 마커스 주삭

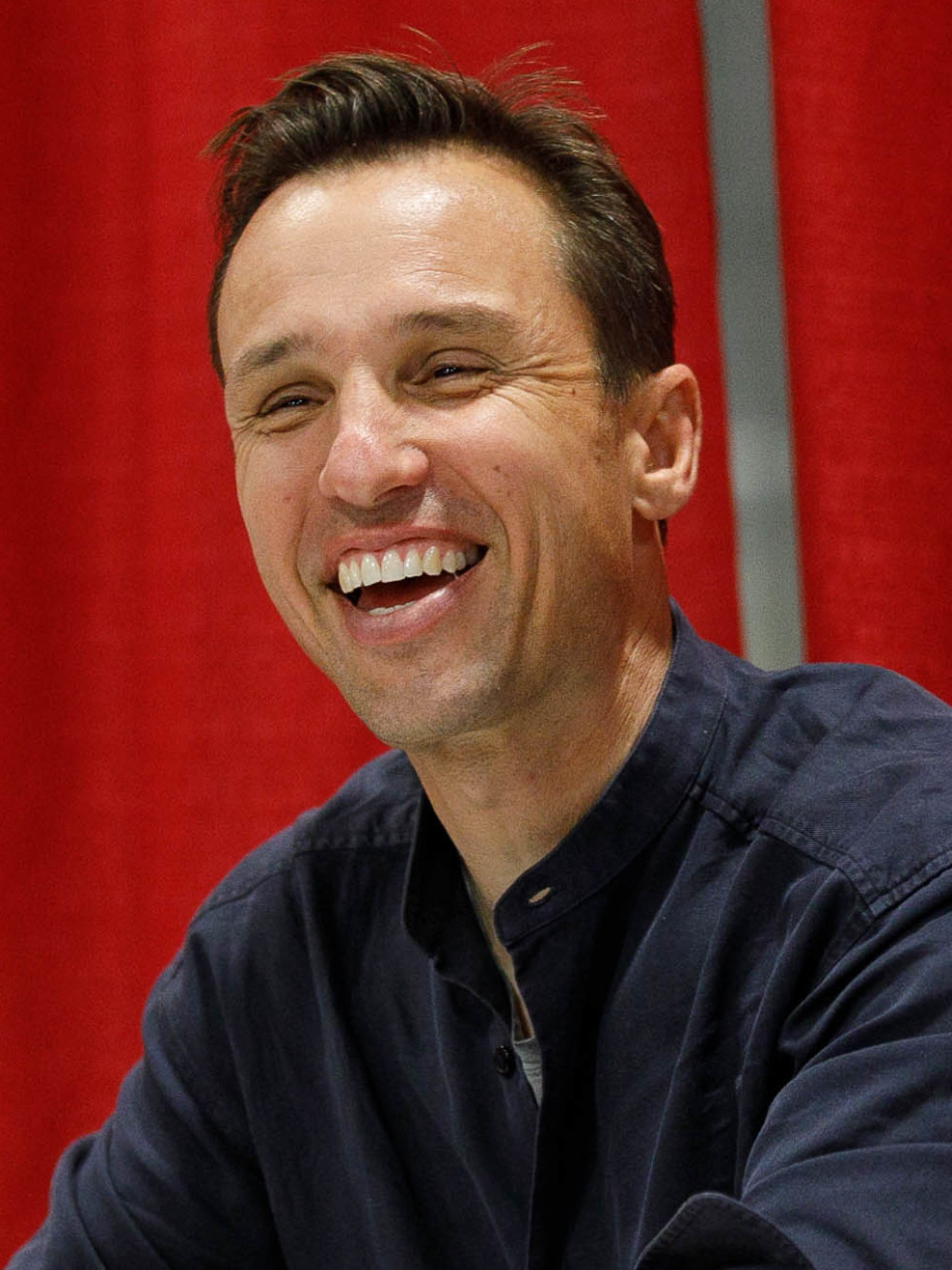

마커스 프랭크 주삭(영어: Markus Frank Zusak, 1975년 6월 23일 ~ )은 오스트레일리아의 소설가이다.